# (400245) 2007 PW17
(400245) 2007 PW17 es un asteroide perteneciente al cinturón de asteroides, descubierto el 9 de agosto de 2007 por el equipo del Lincoln Near-Earth Asteroid Research desde el Laboratorio Lincoln, Socorro, Nuevo México.

## Designación y nombre
Designado provisionalmente como 2007 PW17.

## Características orbitales
2007 PW17 está situado a una distancia media del Sol de 2,291 ua, pudiendo alejarse hasta 2,807 ua y acercarse hasta 1,774 ua. Su excentricidad es 0,225 y la inclinación orbital 0,607 grados. Emplea 1266,59 días en completar una órbita alrededor del Sol.

## Características físicas
La magnitud absoluta de 2007 PW17 es 17,7.